# The Long, Hot Summer
The Long, Hot Summer is een Amerikaanse film van Martin Ritt die werd uitgebracht in 1958. 
Het scenario is gebaseerd op de novelle Spotted Horses (1931), op het korte verhaal Barn Burning (1939) en vooral op de roman The Hamlet (1940), drie werken van William Faulkner.
Martin Ritt werkte hier voor het eerst samen met hoofdacteur Paul Newman. Vijf gezamenlijke films volgden nog. Kort na het beëindigen van de opnames traden Newman en hoofdactrice Joanne Woodward in het huwelijk. De bijval die de film bij de critici ondervond blies de carrière van Ritt, die op de Zwarte lijst van Hollywood stond, nieuw leven in.

## Verhaal
Zwerver Ben Quick staat bekend als pyromaan en oplichter. Hij wordt voor de rechtbank gedaagd voor brandstichting, maar er zijn onvoldoende bewijzen om hem te veroordelen. Daarop beslist de vrederechter hem uit de stad te bannen. Van twee jonge vrouwen krijgt Quick een lift naar Frenchman's Bend, een dorpje aan de Mississippi. De vrouwen blijken Clara en Eula Varner te zijn, de dochter en de schoondochter van Will Varner, de strenge patriarch van de rijkste familie van Frenchman's Bend die als grootgrondbezitter over zowat alles en iedereen de scepter zwaait. 
Van Jody, Will Varners zoon, krijgt Quick het pachterschap over een hoeve aangeboden. Hoewel zijn slechte faam hem achtervolgt, wordt Quick door Will al gauw aangezien als de viriele en sterke zoon-opvolger die hij niet heeft. In Quick herkent hij een jongere versie van zichzelf. In zijn ogen is zoon Jody maar een zwakke figuur. Will stuurt ook aan op een relatie tussen Quick en zijn dochter Clara.

## Rolverdeling
| Acteur            | Personage                                |
| ----------------- | ---------------------------------------- |
| Paul Newman       | Ben Quick                                |
| Joanne Woodward   | Clara Varner, de dochter van Will        |
| Orson Welles      | Will Varner, de patriarch van de familie |
| Anthony Franciosa | Jody Varner, de zoon van Will            |
| Lee Remick        | Eula Varner, de schoondochter van Will   |
| Angela Lansbury   | Minnie Littlejohn                        |
| Richard Anderson  | Alan Stewart                             |
| Sarah Marshall    | Agnes Stewart                            |
| Mabel Albertson   | Elizabeth Stewart                        |